# Heartbreak Warfare
Heartbreak Warfare is een nummer van de Amerikaanse zanger John Mayer uit 2010. Het is de tweede single van zijn vierde studioalbum Battle Studies.
Mayer ontkent dat "Heartbreak Warfare" over de break up met actrice Jennifer Aniston gaat. Volgens hem gaat het nummer over de haat en liefde die mensen voor elkaar kunnen voelen in een liefdesrelatie waar ze zich niet uit kunnen losmaken. Het nummer haalde een bescheiden 34e positie in de Amerikaanse Billboard Hot 100. In de Nederlandse Top 40 haalde het nummer de 3e positie.

## NPO Radio 2 Top 2000
| Nummer met noteringen in de NPO Radio 2 Top 2000 | '10 | '11 | '12 | '13 | '14  | '15  | '16  | '17  | '18  | '19  | '20  | '21  |
| ------------------------------------------------ | --- | --- | --- | --- | ---- | ---- | ---- | ---- | ---- | ---- | ---- | ---- |
| Heartbreak Warfare                               | 379 | 612 | 831 | 725 | 1032 | 1125 | 1362 | 1342 | 1496 | 1598 | 1857 | 1973 |

1. ↑  Een vetgedrukt getal geeft de hoogste notering aan.
2. ↑  2010 was het eerste jaar met een notering voor dit nummer.
3. ↑  Deze tabel is bijgewerkt tot en met de laatste editie (2024).